# 奥罗图坎
奥罗图坎（羅馬化：Orotukan）是俄罗斯马加丹州的市级镇，属亚戈德诺耶区，地处马加丹州中西部，在区行政中心亚戈德诺耶东南、州府马加丹北偏东方。同名河流（属科雷马河一支流）从东到西穿过该地，河对面有R504公路（科雷马公路）经过。
建于20世纪30年代，名称来自雅库特语。1935年该地设有一座古拉格劳改营。1953年设市级镇。该地2021年人口有763人；2010年人口1,531；2002年人口2,760；1989年人口5,638。

## 出身名人
- 天娜·卡羅（1985年—），烏克蘭女歌手